# Jacek Kuroń
Jacek Jan Kuroń (3. března 1934 Lvov – 17. června 2004 Varšava) byl polský politik, historik a přední polský disident.

## Biografie
Vystudoval historii na Varšavské univerzitě. V roce 1964 spolu s historikem Karolem Modzelewskim napsal otevřený dopis Polské sjednocené dělnické straně, ve kterém kritizovali poměry v Polsku a navrhovali změny. Kuroń byl nato vyloučen ze strany a několikrát vězněn. V roce 1975 spoluorganizoval protesty proti změnám v polské ústavě a pomáhal zakládat Výbor na obranu dělníků. Počátkem 80. let začal působit v odborovém hnutí Solidarita a stal se poradcem Lecha Wałęsy. V roce 1982 byl na dva roky uvězněn za pokus o svržení režimu. Po pádu komunismu v Polsku byl čtyřnásobně poslancem Sejmu a ministrem práce a sociální politiky (1989–1990 a 1992–1993). V listopadu 1995 neúspěšně kandidoval na polského prezidenta. Výbor z jeho politické publicistiky od roku 1989 vyšel v češtině v roce 2022 pod názvem Naděje a rozčarování: Texty z let 1989-2004.

## Další informace
- Park im. Jacka Kuronia - městský park ve městě Sosnowiec ve Slezském vojvodství v Polsku.

## Galerie

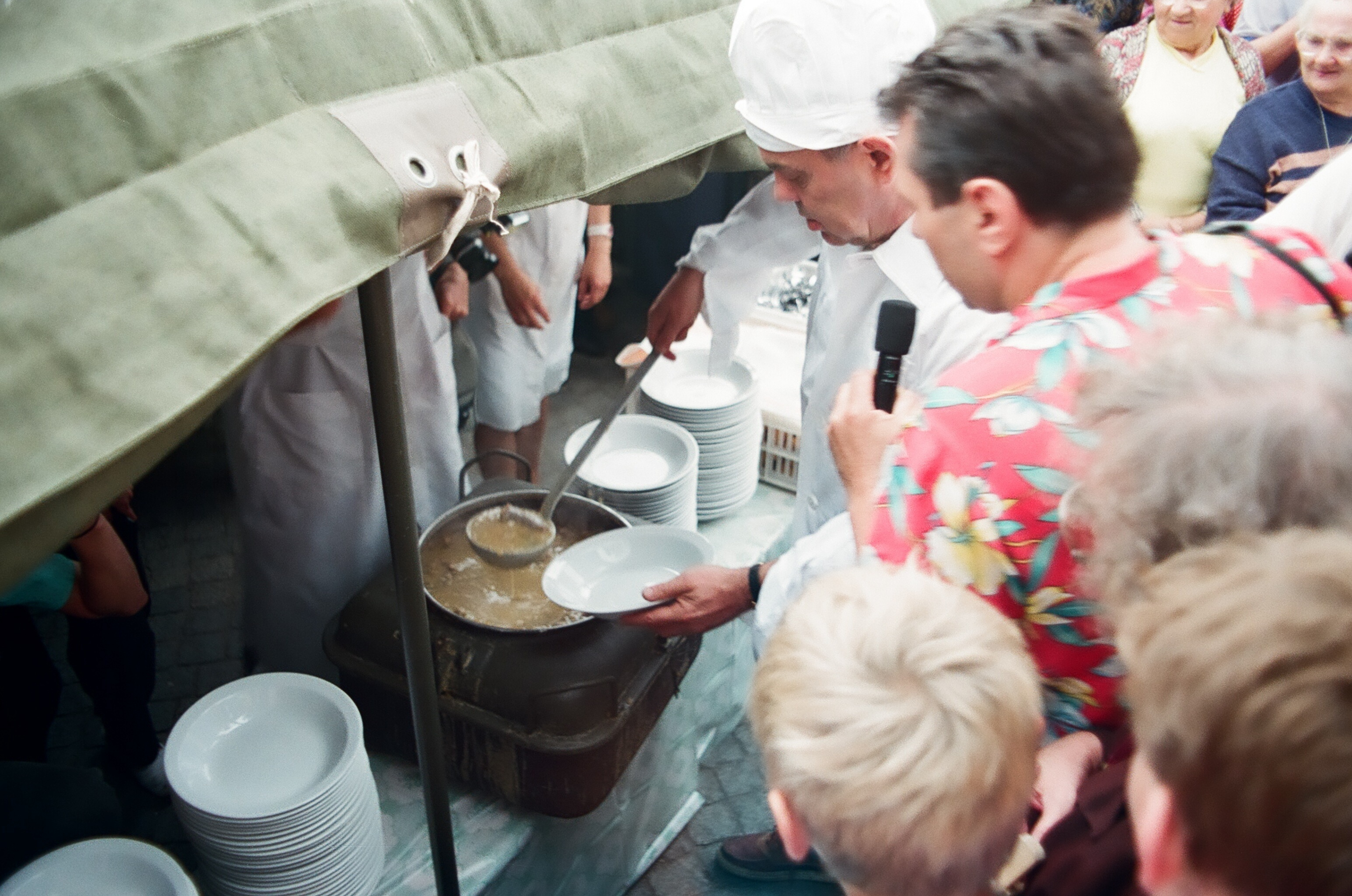
Jacek Kuroń nalévající polévku
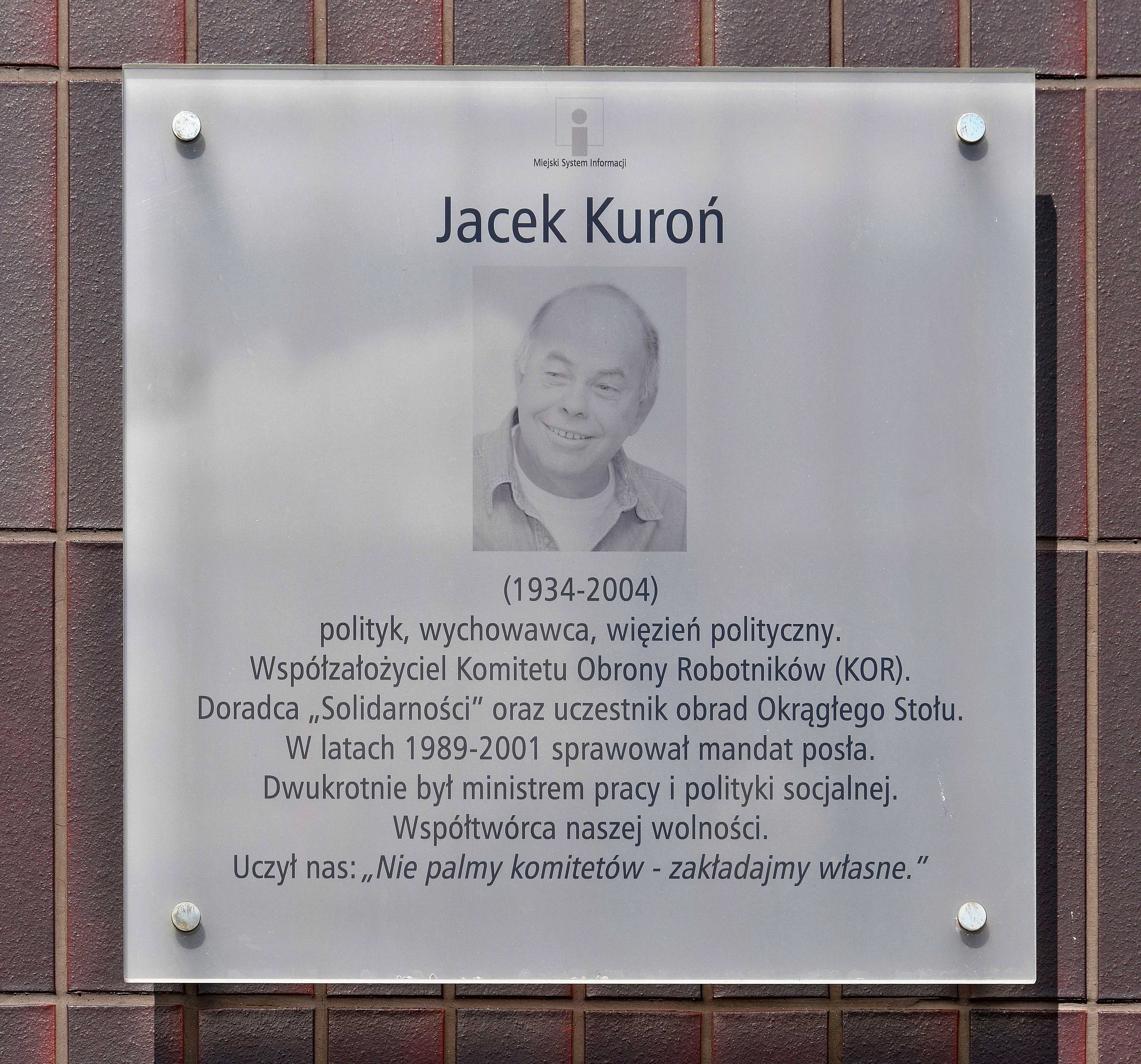
Pamětní deska Jacka Kuroně
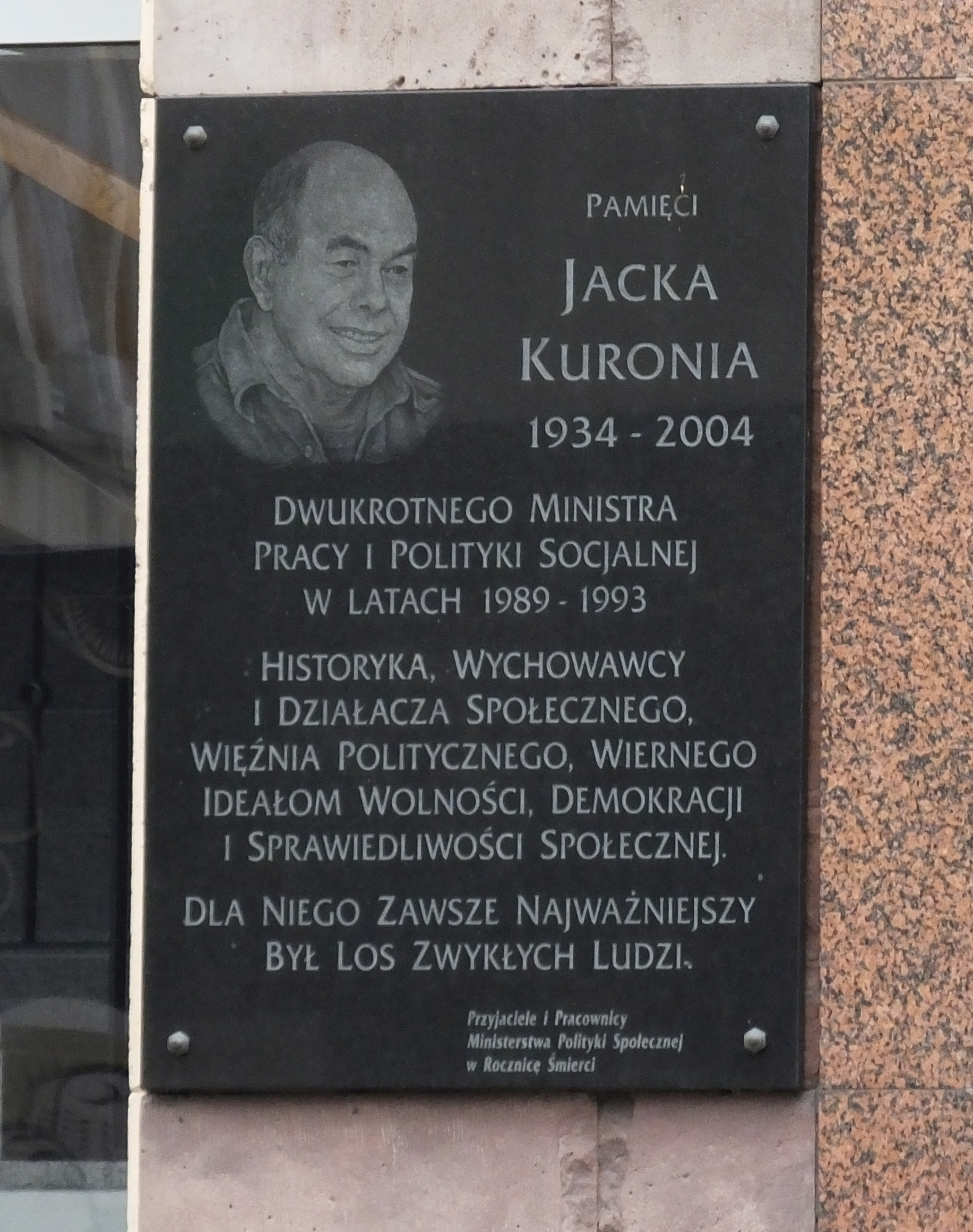
Pamětní deska Jacka Kuroně
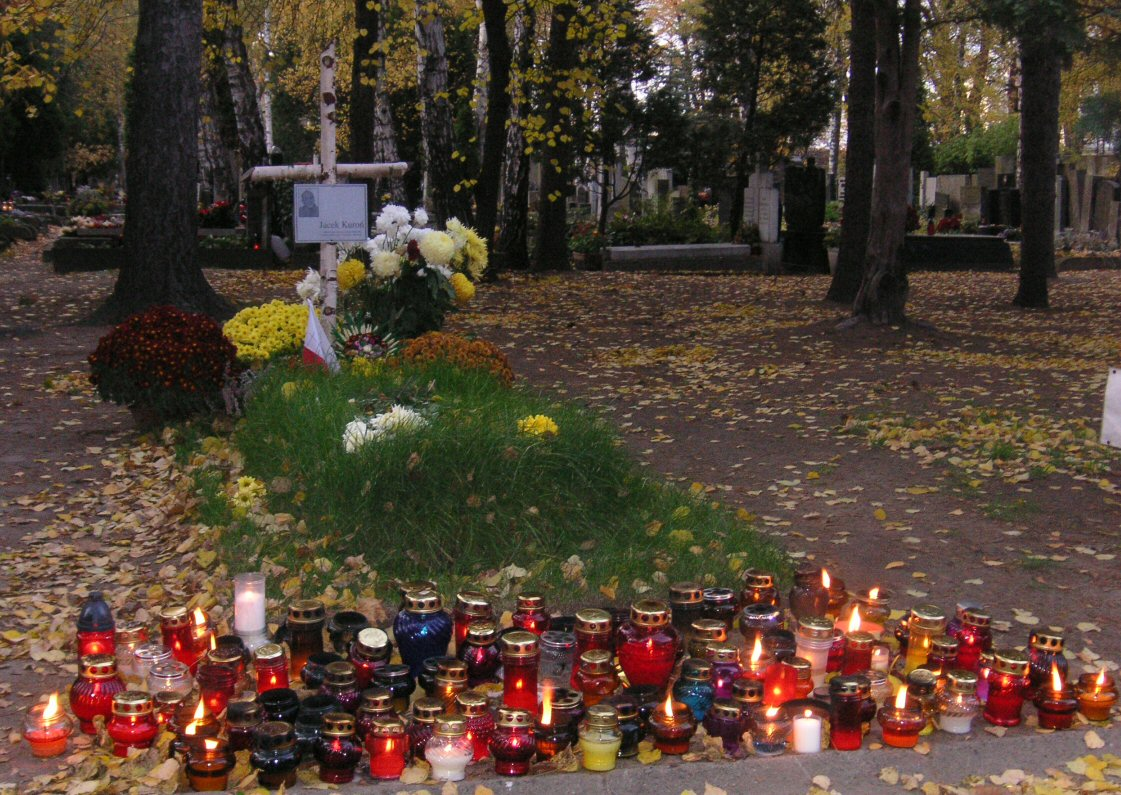
Hrob Jacka Kuroně
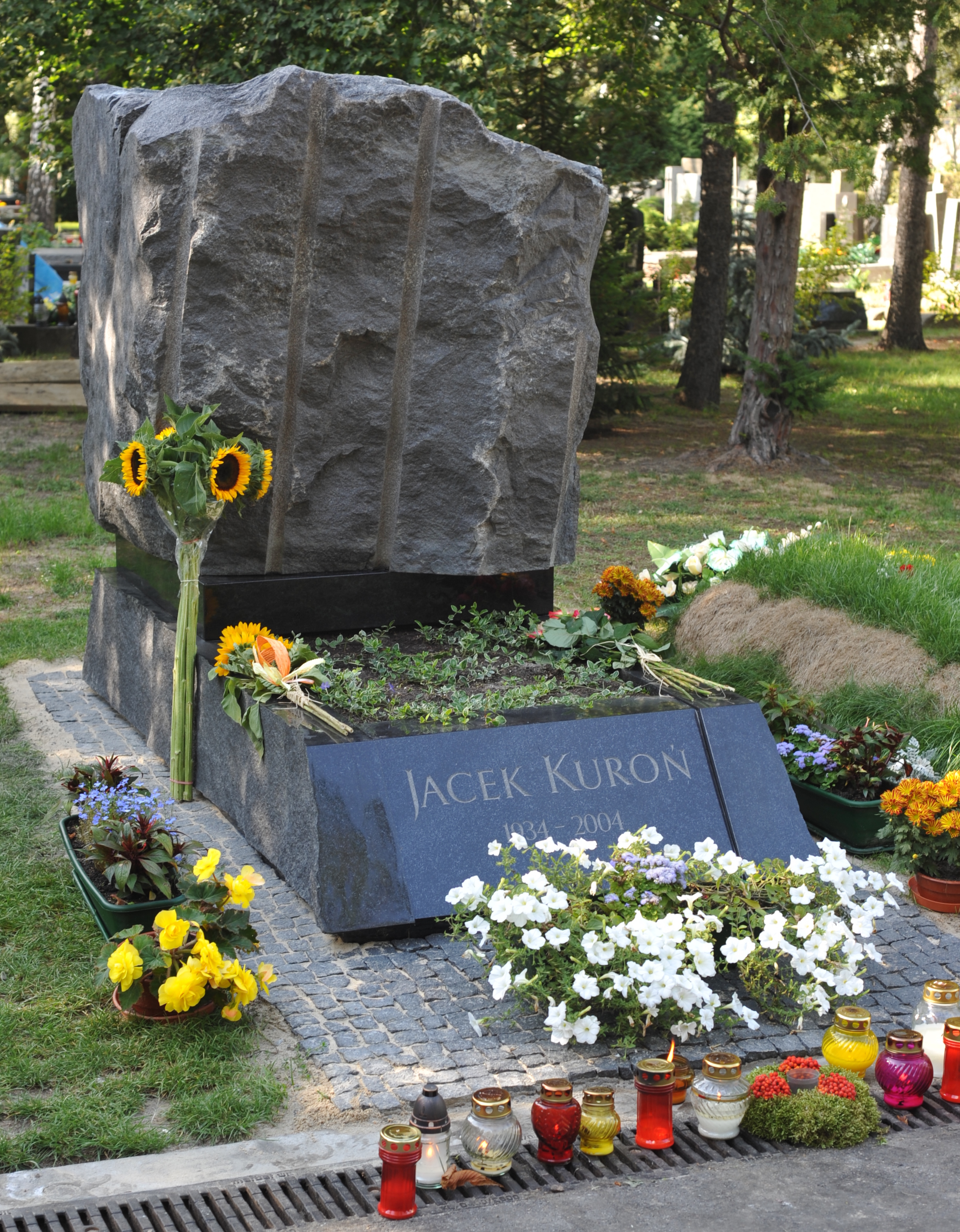
Hrob Jacka Kuroně